# آنویل
آنویل (به فرانسوی: Annoville) یک کمون در فرانسه است که در canton of Montmartin-sur-Mer واقع شده‌است. آنویل ۸٫۴۷ کیلومتر مربع مساحت دارد ۲۸ متر بالاتر از سطح دریا واقع شده‌است.